# Loi scientifique
Une loi scientifique est un énoncé fondé sur des observations ou expériences répétées, qui décrit ou prédit un ensemble de phénomènes naturels ; c'est la dénomination moderne pour les lois de la nature étudiées depuis l'antiquité grecque. La notion de loi scientifique est utilisée, dans des acceptions plus ou moins larges, dans tous les domaines des sciences naturelles (physique, chimie, astronomie, géosciences, biologie), ce qui les distingue par exemple des lois mathématiques (théorèmes), qui traitent d'objets abstraits.
La notion de loi en sciences humaines est beaucoup plus discutée, car selon certains, « la diversité du vivant empêche bien souvent les chercheurs de voir quelles lois pourraient [le] gouverner ». Bernard Lahire critique cette affirmation, en notant qu'il n'y aurait qu'« une loi générale en sciences humaines, c'est l'impossibilité des lois générales en sciences humaines ».

## Présentation

Loi des aires de Kepler. Forme littérale : « Des aires égales sont balayées dans des temps égaux ». Forme mathématique :.

Les lois scientifiques (lois de la nature) sont élaborées à partir de données et sont souvent exprimées sous forme de relations mathématiques (voir figure ci-contre) ; dans tous les cas, elles sont directement ou indirectement fondées sur des preuves empiriques. Il est généralement admis qu'elles reflètent implicitement les relations causales fondamentales de la réalité, et qu'elles sont découvertes plutôt qu’inventées.
Les théories scientifiques ont une portée beaucoup plus large que les lois ; ce sont des constructions abstraites englobant un ensemble de concepts, d'observations et de lois s'appliquant à un large domaine de l'univers observable. Par exemple la mécanique quantique est une théorie fondée sur quelques postulats, qui s'applique aux systèmes microscopiques ; en un siècle, elle a prouvé sa capacité à expliquer les observations expérimentales de l'époque (par exemple, l'émission des ondes électromagnétiques par les corps chauds avec la loi de Planck) ; mais aussi à en prédire d'autres qui ne sont devenues observables qu'avec les progrès techniques comme l'intrication quantique.
Les lois scientifiques – plus restreintes- « peuvent être le résultat d'un modèle théorique étayé par des données expérimentales, ou une pure formalisation de régularités observées expérimentalement qui acquièrent une valeur prédictive pour des événements similaires dans des limites bien définies », cf. l'article loi(principe).

## Les lois et leurs domaines d'application

### Domaines d’application
La définition du domaine d'application d'une loi est essentielle ; une loi élaborée dans certaines circonstances peut s’avérer fausse lorsqu’elle est extrapolée. Les lois de la mécanique newtonienne ne sont valides que pour des systèmes dynamiques dont les vitesses sont très inférieures à la vitesse de la lumière. La loi d'Ohm ne s'applique qu'aux réseaux linéaires ; la loi de la gravitation universelle de Newton ne s'applique qu'aux champs gravitationnels faibles ; les premières lois de l'aérodynamique, comme le principe de Bernoulli, ne s'appliquent pas dans le cas d'un écoulement compressible, comme cela se produit en vol transsonique et supersonique ; la loi de Hooke ne s'applique qu'aux déformations inférieures à la limite élastique ; la loi de Boyle s'applique avec une parfaite précision uniquement aux gaz parfaits, etc.
Ces lois restreintes restent très utiles, car lorsque les circonstances le permettent, elles sont souvent plus « économiques » à utiliser que les lois plus générales dont elles peuvent découler.

### Formes des lois
L’immense majorité des lois s’expriment à l’aide des mathématiques et peuvent donc être formulées sous forme d'équations ; elles sont donc tributaires des connaissances mathématiques de l’époque.
Par exemple, lorsque Kepler a étudié empiriquement les trajectoires des planètes autour du Soleil, il a formulé sa seconde loi, dite loi des aires, sous la forme littérale :« Des aires égales sont balayées dans des temps égaux » ; Newton en développant le calcul infinitésimal lui a donné sa formulation mathématique : {\displaystyle r^{2}{d\theta  \over dt}=C^{te}=\|L^{2}\|/m} (voir figure).
Sans la formulation mathématique, « les livres de Science ne seraient que de fastidieux comptes rendus de protocoles expérimentaux et de résultats ».
Même si ces lois scientifiques expliquent ce que nos sens et nos instruments perçoivent, elles restent empiriques (acquises par l'observation ou l'expérience scientifique) et se distinguent des théorèmes mathématiques qui ne peuvent être prouvés que par les mathématiques.

### Hiérarchisation des lois
Certaines lois ne sont que des approximations d’autres lois plus générales et constituent de bonnes approximations avec un domaine d’applicabilité restreint. Par exemple, la dynamique newtonienne est la limite à faible vitesse de la relativité restreinte, puisque la transformation galiléenne est l'approximation à faible vitesse de la transformation de Lorentz ; ainsi pour un mobile avec une vitesse relative {\displaystyle u}, dans un référentiel ayant une vitesse {\displaystyle v}, la vitesse totale s'écrit : {\displaystyle w_{g}=u+v}, en relativité galiléenne et {\displaystyle w_{r}={\frac {u+v}{1+{\sqrt {uv/c^{2}}}}}} en relativité restreinte. La formule relativiste se réduit à la formule galiléenne aux faibles vitesses : {\displaystyle w_{r}\rightarrow w_{g}\;{\text{quand}}\;u/c\,({\text{ou}}\,v/c)\rightarrow 0}.
De même, la loi newtonienne de la gravitation est une approximation de faible masse de la relativité générale, et la loi de Coulomb est une approximation de l'électrodynamique quantique à grande distance (par rapport à la portée des interactions faibles). Dans de tels cas, il est courant d’utiliser des versions plus simples et approximatives des lois, au lieu des lois générales plus précises.

## Loi et vérité scientifique

### Réfutabilité
Une loi scientifique peut être restreinte, étendue voire contredite, par des observations futures. Par exemple, à la fin du XIXe siècle, l'observation de la constance de la vitesse de la lumière a conduit à généraliser les principes de la relativité galiléenne admis jusque-là, à ceux de la relativité restreinte. Les lois scientifiques n’expriment pas une certitude absolue ; contrairement aux lois mathématiques (théorèmes) qui sont démontrées à partir d'axiomes et qui sont toujours vraies dans le cadre de ces axiomes.
Une fois exprimées à partir de quelques expériences, les lois scientifiques font des prédictions ; ce sont « des énoncés qui contiennent en puissance un nombre infini de faits expérimentaux » ; leur validité est renforcée si les nouvelles observations sont conformes aux prévisions. Mais les lois peuvent être falsifiées, lorsqu’elles sont en contradiction avec de nouveaux résultats expérimentaux. Un exemple célèbre est la loi de Titius-Bode pour le rayon des orbites des planètes, qui a été réfutée (prouvée comme fausse) avec la découverte de Neptune et la caractérisation de son orbite.
Un des objectifs de la science est de tester expérimentalement les lois scientifiques avec des degrés de précision croissants ou dans de nouvelles conditions, pour confirmer si elles continuent à être valables. Par exemple, le principe d'équivalence (égalité entre la masse inertielle et la masse gravitationnelle), qui est à la base de la relativité générale, fait l'objet de mesures de plus en plus précises, sans avoir été mis en défaut à ce jour (2022, précision relative meilleure que {\displaystyle 10^{-12}}).
Il est toujours possible que des lois soient invalidées ou que leurs limitations soient prouvées, par des preuves expérimentales reproductibles. Mais les nouvelles formulations, créées pour expliquer les divergences, généralisent plus que contredisent les lois originales. Autrement dit, les lois invalidées se sont révélées n'être que des approximations, auxquelles d'autres termes ou facteurs doivent être ajoutés pour couvrir des conditions jusqu'alors inexpliquées, par exemple des échelles de temps ou d'espace très grandes ou très petites, des vitesses ou des masses énormes, etc. Ainsi, plutôt que de définir des connaissances immuables, les lois physiques condensent les connaissances scientifiques à une époque donnée et sont susceptibles d’être améliorées et/ou généralisées.

## Caractéristiques d’une loi scientifique
Une loi scientifique est « inférée de faits particuliers, applicables à un groupe ou à une classe définie de phénomènes, et exprimable par l'affirmation selon laquelle un phénomène spécifique se produit toujours si certaines conditions sont présentes ». La production d'une description concise « économe » de notre environnement sous la forme de telles lois est un objectif fondamental de la science.
Plusieurs propriétés générales des lois scientifiques, notamment lorsqu'elles font référence aux lois de la physique, ont été identifiées. Une loi scientifique à une époque donnée est :
- avérée, du moins dans le cadre de son régime de validité. Par définition, jusqu'à présent, il n’y a jamais eu d’observations contradictoires reproductibles ;
- universelle : elle semble s'appliquer partout dans l'Univers[10] ;
- simple : elle est généralement exprimée sous la forme d’une seule équation mathématique ; si plusieurs formulations sont possibles, on prend la forme la plus simple (principe du rasoir d'Ockham) ;
- stable. Inchangée depuis sa première découverte (bien qu'il se soit peut-être avéré qu'elle est une approximation d'une loi plus précise).
- généralement associée à des invariances ou lois de conservation lors de transformations dans l'espace et le temps[9] (voir infra) ;
- généralement théoriquement réversible dans le temps (si non quantique), bien que le temps lui-même soit irréversible[9] ;
- de grande portée. En physique, les lois se réfèrent exclusivement au vaste domaine de la matière, du mouvement, de l'énergie et de la force elle-même ; leur définition pour des systèmes plus spécifiques de l'Univers, tels que les systèmes vivants, est plus problématique[11].

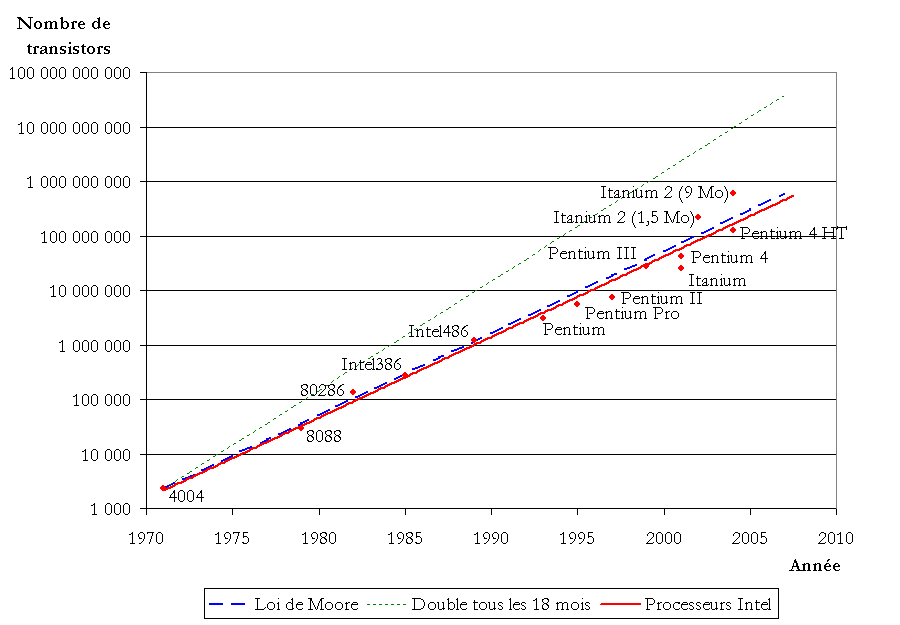
Loi de Moore - empirique - Croissance du nombre de transistors (en ordonnées logarithmiques) dans les microprocesseurs Intel. En vert, un doublement tous les 18 mois.

Au regard de ces critères, des assertions nommées « lois » en langage courant ne sont pas des lois scientifiques : loi des séries, loi de Murphy, etc. Même la loi de Moore, plus prédictive, reste empirique et non reliée à des principes physiques.
Les lois scientifiques ne génèrent pas que des prédictions positives ; elles peuvent induire des assertions d'impossibilité, c'est-à-dire l'affirmation que tel phénomène ne se peut se produire en raison de lois sous-jacentes et/ou de nombreux tests. Toutefois une affirmation d'impossibilité en sciences naturelles ne peut jamais être absolument prouvée, et elle pourrait être réfutée par l'observation d'un seul contre-exemple. Un tel contre-exemple impliquerait que les hypothèses sous-jacentes soient réexaminées ; il est d’autant plus improbable (voire impossible) si ce contre-exemple remet en cause des principes fondamentaux (voir infra).
Quelques exemples d'impossibilités largement acceptées en physique sont : les machines à mouvement perpétuel, qui violent la loi de conservation de l'énergie ; les objets se déplaçant plus vite que la vitesse de la lumière, ce qui viole les implications de la relativité restreinte ; le principe d'incertitude de la mécanique quantique, qui affirme l'impossibilité de connaître simultanément à la fois la position et l'impulsion d'une particule, et les inégalités de Bell selon lesquelles aucune théorie physique avec des variables locales cachées, ne pourra jamais reproduire toutes les prédictions de la mécanique quantique.

## Inventaire (impossible) des lois scientifiques
Il est impossible de faire un inventaire exhaustif, organisé et définitif des lois scientifiques établies au cours des siècles ; on peut en dresser des listes plus ou moins complètes.

### Lois fondamentales
Devant la multiplicité des lois, on peut être tenté par une démarche axiomatique pour les classer ; c’est-à-dire distinguer un ensemble limité de lois fondamentales (concepts primitifs) desquelles découleraient les autres lois plus spécifiques à tel ou tel domaine, ou à telle ou telle échelle spatiale ou temporelle.
Une telle démarche est analogue à celle entamée au début du XXe siècle par les mathématiciens, notamment D. Hilbert pour lequel « toutes les mathématiques découlent d'un ensemble fini d'axiomes correctement choisis ». Par exemple, les axiomes de Peano ramènent les propriétés de l’arithmétique à cinq axiomes. Plus tard, K. Gödel démontrera les limites de la démarche.
Qu’en est-il en physique ? Les lois s’inscrivent dans deux grandes théories : la relativité générale et la mécanique quantique, qui ont des domaines d’application très différents, respectivement l’infiniment grand et l’infiniment petit, et qui -pour le moment- sont inconciliables lorsque ces deux infinis se rejoignent, par exemple aux origines de l’Univers. Ces 2 théories reposent sur des postulats (axiomes) bien définis (voir postulats de la mécanique quantique) ; elles divergent fondamentalement sur la structure de l’espace-temps.
Parmi les concepts primitifs (selon l'approche de Mario Bunge), on peut identifier un grand principe et l’expression de symétries et d’invariances fondamentales.

#### Le principe de moindre action
Le principe de moindre action de Lagrange (anticipé par Fermat pour la lumière) est un principe universel applicable aussi bien dans l’infiniment petit que dans la cosmologie. Il part de la définition pour (la plupart) des systèmes d’une grandeur mathématique, le lagrangien qui détermine leur évolution à partir de l'équation d’Euler-Lagrange. Le principe de moindre action est donc un axiome de base pour les lois de la mécanique classique, du modèle standard des particules, en théorie des champs, etc.. Associé au principe de moindre action, le théorème de Noether est un concept primitif puisqu’il relie les symétries du lagrangien d’un système à des invariances (ou quantités conservées).

#### Les symétries et invariances
Selon E. Wigner, cité dans la ref:« Les principes d’invariance participent de manière essentielle à la caractérisation des lois de la nature en physique ». Ainsi ce qui était considéré comme des principes dans le passé -comme le principe de conservation de l’énergie – ne sont que des lois (théorèmes) découlant du théorème de Noether et du principe de moindre action ; sont ainsi déduites les lois de conservation de l’énergie, de l' impulsion, du moment angulaire, lois bien connues en mécanique ; mais de ce principe, on peut déduire d'autres lois comme la conservation de la charge électrique et des charges associées aux interactions fondamentales qui sont liées à des invariances de jauge de leurs lagrangiens.
Certaines lois de conservation sont spécifiques à la mécanique quantique : la symétrie de la fonction d’onde, liée à l’indiscernabilité des particules quantiques, aboutit aux lois statistiques quantiques de Fermi- Dirac, qui à leur tour aboutissent au principe d'exclusion de Pauli pour les fermions et à la condensation de Bose-Einstein pour les bosons.
En théorie de la relativité, liée à la structure de l’espace-temps qu’elle postule, la symétrie de rotation entre les axes de coordonnées du temps et de l'espace (lorsque l'un est considéré comme imaginaire, l'autre comme réel) aboutit à des transformations de Lorentz, qui à leur tour aboutissent à la théorie de la relativité restreinte. Le postulat de l’égalité de la masse gravitationnelle et de la masse inertielle est à la base des lois de la relativité générale (cf. supra).
Malgré ces convergences, les scientifiques ne disposent pas d’une théorie globale des lois de la Nature (analogue à celle anticipée par Hilbert pour les mathématiques) ; cette théorie du grand Tout qui unifierait les lois de la relativité générale et de la mécanique quantique, qui déterminerait a priori les nombreux paramètres qui les sous-tendent, est actuellement hors de portée, et pour certains utopique.

## Lois scientifiques et intelligence artificielle
Extraire des connaissances et des règles à partir de masses de données est la base toujours actuelle de l’élaboration des lois scientifiques, mais cela fait partie aussi des capacités des systèmes d’intelligence artificielle, développés récemment avec les méthodes de l’apprentissage profond : capacités qui parfois surpassent celle des humains.
De multiples travaux sont en cours pour développer l’apport de l’intelligence artificielle (IA) à la découverte scientifique ; y compris, sa capacité à découvrir (ou redécouvrir) les lois gouvernant la dynamique des systèmes. Des travaux récents (2022) démontrent cette capacité pour des systèmes comme le pendule simple ou le pendule articulé. Mais en IA, il est difficile d’extraire les paramètres et règles dont s’est doté en interne le système de neurones artificiels, mais seulement le nombre des paramètres cachés, qui s’avère égal ou proche de celui déterminant les lois scientifiques. Une loi étant la façon la plus économe – en termes de paramètres - pour prédire les expériences ; les AI s’en rapprochent sans que l’on puisse comparer leurs règles internes à nos processus mentaux.
La question reste ouverte de savoir si une AI sera capable de « découvrir » de nouvelles lois universelles, à l’instar de Newton reliant la chute des corps sur Terre à la trajectoire de la Lune.

## Histoire
L'observation et la détection de régularités sous-jacentes dans la nature datent de la préhistoire : la reconnaissance des relations de cause à effet reconnaît implicitement l'existence des lois de la nature. La reconnaissance de telles régularités en tant que lois scientifiques indépendantes en soi était cependant limitée par leur enchevêtrement dans l'animisme et par l'attribution de nombreux effets qui n'ont pas de causes évidentes — tels que les phénomènes physiques — aux actions des dieux, des esprits, êtres surnaturels, etc. L'observation et la spéculation sur la nature étaient intimement liées à la métaphysique et à la morale.
Ensuite l'histoire de la science et de la genèse des lois scientifiques procède par étapes (des bifurcations)  auxquelles ont contribué plusieurs civilisations.
En Europe, la théorisation systématique de la nature (physis) a commencé avec les premiers philosophes et scientifiques grecs et s'est poursuivie jusqu'aux périodes impériales hellénistique et romaine, période au cours de laquelle l'influence intellectuelle du droit romain est devenue de plus en plus prédominante. La formule « loi de la nature » apparaît d'abord comme « une métaphore vivante » privilégiée par les poètes latins Lucrèce, Virgile, Ovide, Manilius, gagnant avec le temps une présence théorique solide dans les traités en prose de Sénèque et de Pline. Pourquoi cette origine romaine ? Selon le récit convaincant de l'historien Daryn Lehoux, l'idée a été rendue possible par le rôle central du droit codifié et de l'argumentation médico-légale dans la vie et la culture romaines.
Les modèles juridiques du jugement scientifique apparaissent partout et s'avèrent par exemple également partie intégrante de l'approche de la vérification de Ptolémée, où l'esprit se voit attribuer le rôle de magistrat, les sens celui de révélation des preuves et la raison dialectique celui de juge. la loi elle-même.
La formulation précise de ce qui est maintenant reconnu comme des énoncés modernes et valides des lois de la nature, date du XVIIe siècle en Europe, avec le début d’une expérimentation précise et le développement de formes avancées de mathématiques. Durant cette période, des philosophes naturels comme Isaac Newton (1642-1727) ) étaient influencés par une vision religieuse - issue des concepts médiévaux de loi divine - selon laquelle Dieu avait institué des lois physiques absolues, universelles et immuables. Au chapitre 7 de Le Monde, René Descartes (1596-1650) décrit la « nature » comme la matière elle-même, immuable, car créée par Dieu, donc les changements en partie « doivent être attribués à la nature. Appelons les lois de la nature ». La méthode scientifique moderne qui prend forme à cette époque (avec Francis Bacon (1561-1626) et Galilée (1564-1642)), contribue à séparer la science de la théologie, avec un minimum de spéculations sur la métaphysique et l'éthique. Le droit naturel au sens politique, conçu comme universel, a également été élaboré à cette époque par des chercheurs tels que Grotius (1583-1645), Spinoza (1632-1677) et Hobbes (1588-1679).